# Still Life (album d'Opeth)
Pour les articles homonymes, voir Still Life.
Albums de Opeth
My Arms, Your Hearse
(1998) Blackwater Park
(2001)
Still Life est le quatrième album studio du groupe de death metal progressif suédois Opeth, paru en 1999.

## Liste des pistes
1. The Moor — 11:26
2. Godhead's Lament — 9:47
3. Benighted — 5:00
4. Moonlapse Vertigo — 9:00
5. Face of Melinda — 7:58
6. Serenity Painted Death — 9:13
7. White Cluster — 10:02

## Personnel
- Mikael Åkerfeldt – voix, guitare électrique
- Peter Lindgren – guitare électrique
- Martín López – batterie
- Martín Mendez - guitare basse